# 小崇小敏
小崇小敏，日本搞笑組合，由鈴木崇大（負責「裝傻」）和三浦敏和（負責「找碴、吐槽」）兩人組成。所屬經紀公司是吉本興業東京本社（吉本創意經紀）。
兩人都是北海道出身，組合在吉本興業札幌事務所（札幌吉本）出道，2002年上京。2004年參加M-1大賽獲得第4名；2005年、2006年連續兩年成為爆笑On Air Battle的冠軍。
代表性節目有《小崇小敏的飛翔櫻桃派》、《世界驚奇旅行社》、《黃金傳說》、《嘗試如果的綜藝節目 試試看！》、《世界珍奇妙》、《矛盾大對決》等。
兩人在黃金傳說為固定來賓，於2007年時挑戰一星期吃完1000枚仙貝（日語：煎餅）的傳說（濱口優曾經也挑戰過，但最後第825枚時未在時間內完成而失敗），而兩人在吃第1000枚仙貝時，小崇流下眼淚，但在小敏的打氣下，最終順利吃完1000枚仙貝完成該項傳說，吃完後，小崇再度流下眼淚，但他其實只是肚子痛所以被小敏吐槽，另外，如果在《三天兩夜的在山中挑戰傳說》的環節，就會看到兩人會臨時下山去TBS電台廣播《タカアンドトシのケチャケチャラジオ》。

## 外部連結
- 官方檔案介紹 （页面存档备份，存于） (吉本興業)
- タカトシタカ的Instagram帳戶